# Roald Poulsen
Pour les articles homonymes, voir Poulsen.
Roald Poulsen, né le 28 novembre 1950 à Odense et mort le 16 octobre 2024, est un entraîneur danois de football.

## Biographie
Roald Poulsen est le sélectionneur de l'équipe de Zambie lors de la Coupe d'Afrique des nations 1996 puis lors de la Coupe d'Afrique des nations 2002.